# Саксонская Швейцария
Саксонская Швейцария (нем. Sächsische Schweiz) — германская часть Эльбских Песчаниковых гор. Она находится на верхнем течении реки Эльба недалеко от Дрездена.

## Название
Название Саксонская Швейцария создали в XVIII веке швейцарские художники Адриан Цинг и Антон Графф. Ландшафт им напоминал родные края, швейцарскую Юру. До этого саксонскую часть Эльбских Песчаниковых гор называли «Майсенским плато». Новое название стало популярным по публикациям Гётцингера. В своих книгах он описал Саксонскую Швейцарию и сделал название известным широкой публике.

## Достопримечательности
- Бастай
- Крепость Кёнигштайн

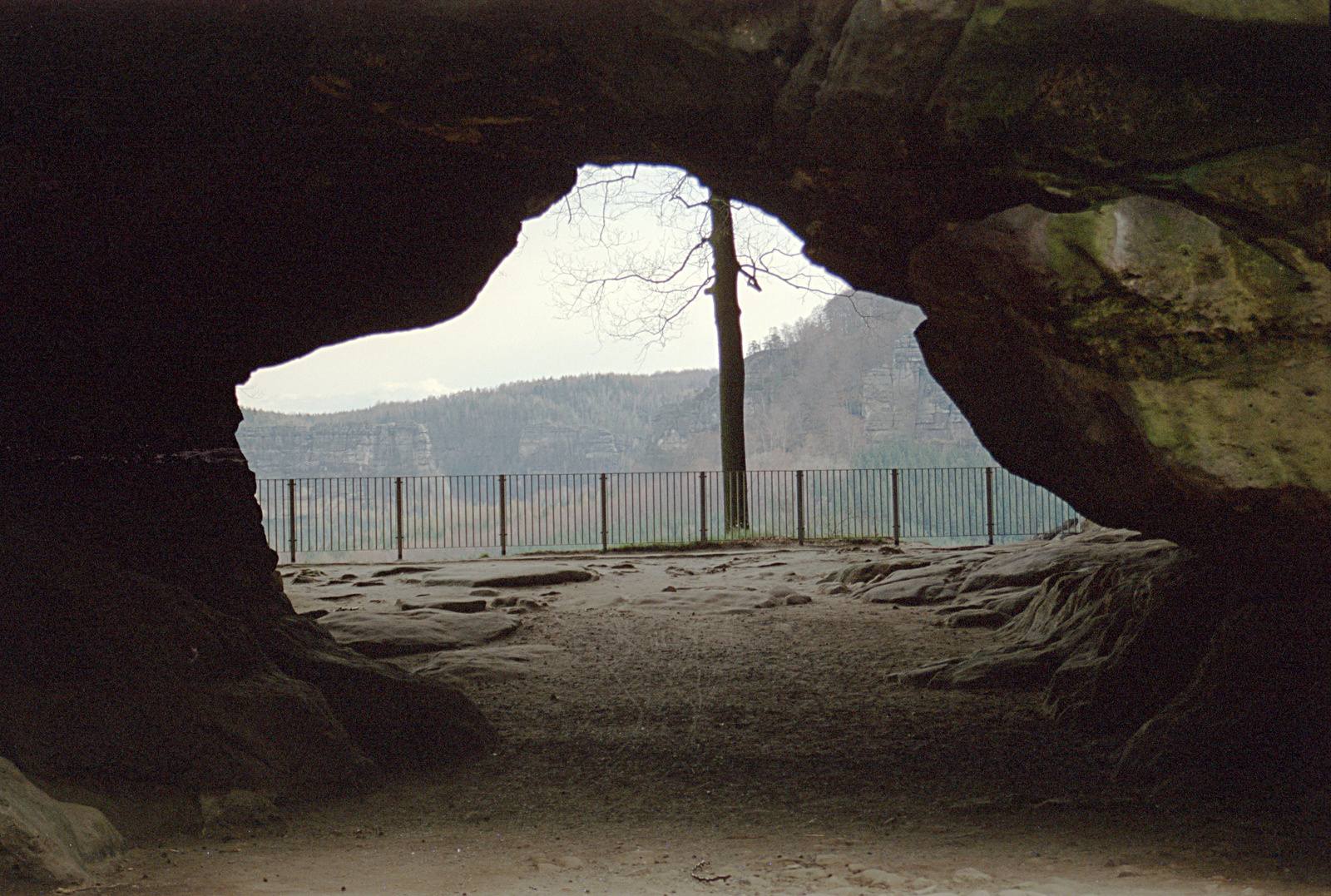
Кушталь

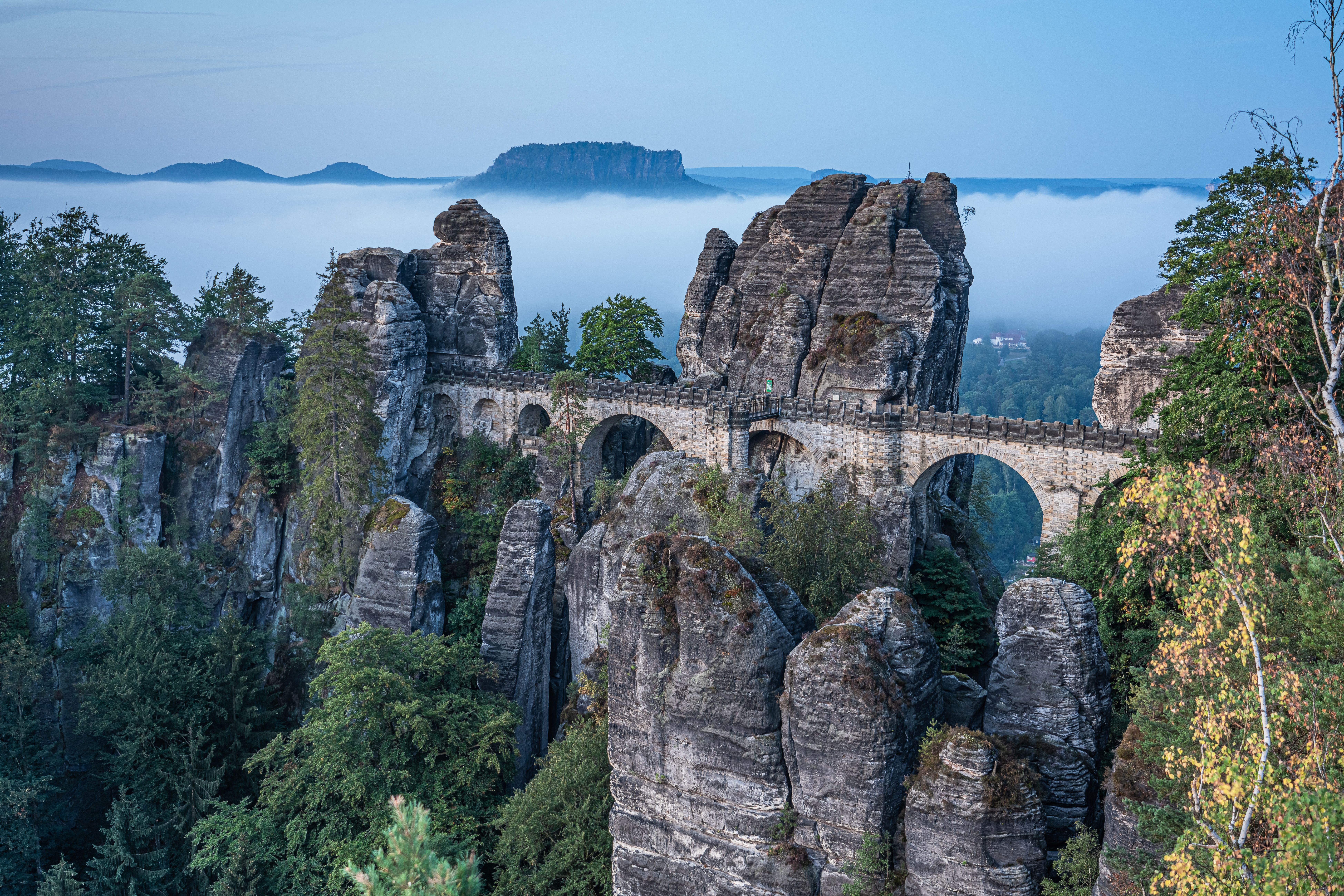
Бастай

- Лилиенштайн, Шраммштайне, Пфаффенштайн с Барбарине
- Лихтенхайнский водопад
- Кушталь
- Вольфсберг
- Кайзеркроне и Циркельштайн
- Крепость Штольпен
- Ратенский скальный театр

## Похожие топонимы
- Прусская Голландия